# Operação Acampamentos de Verão
A Operação Acampamentos de Verão ocorre desde 28 de agosto de 2024 quando Israel lançou uma operação militar em larga escala na Cisjordânia ocupada.

## Histórico
É a maior operação militar de Israel na Cisjordânia em mais de 20 anos desde sua Operação Escudo Defensivo em 2002 e é uma escalada significativa das contínuas incursões israelenses na região contra militantes palestinos durante a guerra em curso entre Israel e Hamas. Israel a chama de "Operação Acampamentos de Verão" , enquanto militantes palestinos rotularam sua resposta como a operação "Horror dos Acampamentos" (em árabe: رعب المخيمات).
Israel diz que seu objetivo é impedir a atividade militante palestina na Cisjordânia, enquanto os palestinos sentem que isso pode ser uma expansão da guerra que visa expulsá-los dos territórios onde pretendem estabelecer um Estado. Israel também diz que os ataques visam impedir os atentados suicidas palestinos, após uma tentativa fracassada em Tel Aviv.
A operação militar de Israel ocorre enquanto aumenta a violência dos colonos israelenses contra a infraestrutura e os civis palestinos na Cisjordânia. Mais de 650 palestinos na Cisjordânia, incluindo homens armados e civis, foram mortos desde os ataques liderados pelo Hamas em 7 de outubro, que deram início à Guerra Israel-Hamas em curso, enquanto 27 israelenses, incluindo civis e forças de segurança, foram mortos em ataques palestinos em Israel e na Cisjordânia.